# زبيد (قبيلة)

زُبَيْدٌ قبيلةٌ عربيَّةٌ كبيرة، مِن قبائلِ مَذْحِجٍ الكَهْلانيَّة القحطانيَّة. هي قبيلة كبيرة تنتشر في عدد من أقطار الوطن العربي. شاركَ كثير من أفرادها في الفُتوح الإسلامية في صدر الإسلام، كان منهم أَبُو بَكْرٍ اَلزُّبَيْدِيُّ، والصَّحابيُّ الجليلُ عَبْدُ اللهِ بنُ الحَارِثِ بنِ جَزْءٍ الزُّبَيْدِيُّ، والصَّحابيُّ الجليلُ عَمْرُو بْنُ مَعْدِي كَرِب الزُّبَيْدِيُّ، وهو بطل من أبطال الإسلام، شَهِدَ معركة القادسيَّة، وأبلى فيها بلاءً حسنًا فكان من رجالها المعدودين، وهو إلى ذلك شاعر مُجيد.

## نسب زُبَيْدِ بْنِ سَعْدِ اَلْعَشِيرَةِ
هو زُبَيْدُ بْنُ صَعْبِ بْنِ سَعْدِ اَلْعَشِيرَةِ بْنِ مَالِكِ (وهو مَذْحِج) بْنِ أُدَدِ بْنِ زَيْدِ بْنِ يَشْجُبَ بْنِ عَرِيبِ بْنِ زَيْدِ بْنِ كَهْلَانَ بْنِ سَبَأِ بْنِ يَشْجُبَ بْنِ يَعْرُبَ بْنِ قَحْطَانَ.